# イングリッシュ・ミディアム
『イングリッシュ・ミディアム』（Angrezi Medium）は、2020年のインドのコメディドラマ映画。『ヒンディー・ミディアム』の精神的続編で、ホーミー・アダジャニアが監督を務め、イルファーン・カーン、ラーディカー・マダン、ディーパク・ドブリヤル、カリーナ・カプールが出演している。
2019年4月から7月にかけてウダイプルとロンドンで撮影が行われた。2020年3月13日に公開されたものの、新型コロナウイルス感染症の世界的流行の影響を受けて映画館が閉鎖され、興行成績に大きな影響が出た。これにより映画館での再上映は中止され、公開1か月後からDisney+ Hotstarでデジタル配信が行われた。主演を務めたイルファーン・カーンは公開後の4月28日に死去したため、本作が遺作となった。

## ストーリー
ラージャスターン州ウダイプルで菓子店を営むチャンパクは妻と死別後、一人で娘ターリカーを育てていた。彼は異母兄弟のゴーピーとは商売敵の関係にあるが、プライベートでは良好な関係を築いていた。ターリカーは幼少のころから海外旅行や海外留学に憧れており、チャンパクも娘の夢を応援していた。彼女は努力の甲斐もあり、高校と提携しているロンドンの大学への留学奨学生に選ばれる。ある日、チャンパクは高校の総会に出席するが、そこにはチェダ判事の姿があった。彼はゴーピーから賄賂を受け取り、ターリカーを留学奨学生枠に推薦した人物だった。壇上に上がったチャンパクは、うっかり人々の前でそのことを話してしまい、誠実さを売りにしていたチェダ判事と、彼の妻であるチェダ校長の面目を潰してしまう。翌朝、チャンパクはチェダ夫妻の自宅を訪れて謝罪するが、応対したチェダ校長は彼の目の前でターリカーの推薦状を破り捨ててしまう。推薦を取り消されたチャンパクは、自力でターリカーをロンドンに留学させようと決意する。
チャンパクはロンドン在住の友人バブルーの協力を得て、ターリカー、ゴーピーと共に大学が始まるまでの間の宿を探すためロンドンに向かう。しかし、空港到着時にチャンパクとゴーピーは空港警察の取り調べを受け、不正確な英語で「麻薬を持っている」と発言してしまったため強制送還され、パスポートもブラックリスト入りしてしまう。一人残されたターリカーはロンドンの生活を満喫しつつ、学費を稼ぐことになる。一方、チャンパクとゴーピーはドバイにいるフィクサー・トニーを介してパキスタン人名義の偽造パスポートを手に入れ、ロンドンに戻ってくる。ロンドンに戻った2人は警官のナイナに呼び止められるが難を逃れ、ナイナの母で別居中のサンパダ・コーリの家に宿泊することになった。チャンパクはターリカーと再会するが、自由気ままにロンドンを満喫する姿を見せショックを受け、2人の間に溝が生じてしまう。ある日の夜、サンパダは自分の誕生日の前日にチャンパク、ゴーピー、ターリカー、バブルーを招いて夕食会を開くが、そこにナイナが現れてトラブルになってしまう。翌朝、チャンパクとゴーピーは床に倒れているサンパダを発見して病院に連れ込み、彼女は一命を取り留める。病院に駆け付けたナイナは、母の世話をすることの大切さに気付き、その場でうなだれてしまう。
チャンパクとゴーピー、バブルーは大学主催の資金集めイベントがあることを聞きつけて参加し、30万ポンドの改修工事に不承不承入札するが、3人は30万ポンドを捻出する方法を考えて途方に暮れる。翌朝、チャンパクたちは屑鉄置き場に行き金を手に入れようとするが、同行したターリカーは自分の夢を叶えるために父とゴーピーにこれほどの苦労をさせるべきではないと考え、留学を諦めてウダイプルで勉学を続けることを選択する。

## キャスト
- チャンパク・ガシテラム・バンサル - イルファーン・カーン
- ターリカー・バンサル - ラーディカー・マダン
- ゴーピー・ガシテラム・バンサル - ディーパク・ドブリヤル
- ナイナ・コーリ - カリーナ・カプール
- サンパダ・コーリ - ディンパル・カパーディヤー
- バーラシャンカル・トリパティ（バブルー） - ランヴィール・ショウリー（英語版）
- トニー - パンカジ・トリパーティー
- ガジュ・ガシテラム・バンサル - キク・シャルダ（英語版）
- ベルラム・バンサル - マヌー・リシ（英語版）
- チェダ判事 - ザキール・フセイン（英語版）
- チェダ校長 - メグナー・マリク（英語版）
- アドヴァイト - マニーシュ・ガンディー（英語版）
- カレッジ・コンサルタント - ティロタマ・ショーム
- ラシ・バンサル - プールヴィ・ジャイン
- ラグネシュ - ヴィプル・タンク
- アンモル - アンキト・ビシュト
- 幼少期のタリカ - マイラー・ダンデカール

## 製作

### 企画
2017年6月、『ヒンディー・ミディアム』の成功後にミッド・デイの取材を受けたディネーシュ・ヴィジャンは、「続編の可能性は確実にあります。私たちはその可能性を求め続けるでしょう」と続編製作に意欲を示す一方、「まだ早過ぎると思います。それに、別の映画企画に参加しているサケート・チョードリー監督とも話をする必要があります」と語っている。その後、2018年1月24日にタイムズ・ナウの取材の中で「続編のタイピングを終えたところです」「今は最後の仕上げをしているところです」と続編製作が進んでいることを明かしたものの、「それについては公式発表を待ってもらう必要があります」と語っている。2019年3月30日にはカリーナ・カプールがキャストに加わり、4月から撮影が開始することが発表された。続編のタイトルは「Angrezi Medium」と発表され、4月5日からウダイプルで撮影が始まった。タラン・アダルシュによると、ディーパク・ドブリヤルはイルファーン・カーンの兄役、マヌー・リシはイルファーンとディーパクの従兄弟役を演じ、3人ともミタイ屋を経営しており、ビジネス上のライバル関係にあるという。この他にパンカジ・トリパーティーが旅行仲介者役、プールヴィ・ジャインがイルファーンの妻役を演じている。7月中旬、監督のホーミー・アダジャニアはTwitterアカウントで撮影が終了したことを報告した。

### 音楽
映画音楽の作曲はサチン＝ジガルとタニシュク・バーグチーが手掛け、作詞はサチン・サーライヤ、タニシュク・バーグチー、プリヤー・サーライヤが手掛けている。
「Ek Zindagi」は『ヒンディー・ミディアム』の際に作曲した「Ik Jindari」のリメイクであり、「Nachan Nu Jee Karda」はバングラの「Nachna Onda Nahin」のリメイクである。また、「Laadki」はサチン＝ジガルが作曲した楽曲（歌手：タニシュカーン・サンガヴィ、レーカ・バルドワジ、キルティダーン・ガドヴィ）をリメイクしたものである。「Kudi Nu Nachne De」は女性の力を称える楽曲であり、ミュージック・ビデオにはボリウッド女優のアーリヤー・バット、アヌシュカ・シャルマ、カトリーナ・カイフ、ジャーンヴィ・カプール、アナーニャ・パンデイ、クリティ・サノン、キアラ・アドヴァニ、ラーディカー・マダンが出演している。
| #         | タイトル                | 作詞                   | 作曲                   | 歌手                                     | 時間  |
| --------- | ----------------------- | ---------------------- | ---------------------- | ---------------------------------------- | ----- |
| 1.        | 「Ek Zindagi」          | ジガル・サーライヤ     | サチン＝ジガル         | タニシュカー・サンガヴィ、サチン＝ジガル | 2:50  |
| 2.        | 「Nachan Nu Jee Karda」 | タニシュク・バーグチー | タニシュク・バーグチー | ロミー、ニキータ・ガンディー             | 2:48  |
| 3.        | 「Kudi Nu Nachne De」   | プリヤー・サーライヤ   | サチン＝ジガル         | ヴィシャール・ダドラニ、サチン＝ジガル   | 2:52  |
| 4.        | 「Laadki」              | プリヤー・サーライヤ   | サチン＝ジガル         | レーカ・バルドワジ、サチン＝ジガル       | 3:12  |
| 合計時間: | 合計時間:               | 合計時間:              | 合計時間:              | 合計時間:                                | 11:42 |

## 公開
2020年2月12日、イルファーン・カーンは体調不良のためプロモーション活動に参加できないことを自身のファンに向けて明かした（その後、彼は公開後の4月28日に死去している）。翌13日にマドック・フィルムズからオフィシャルトレーラーが公開された。3月13日にインドで公開されたが、間もなくインド全域で新型コロナウイルス感染症流行に伴うロックダウンが実施されたため映画館での上映が中止され、4月6日からはDisney+ Hotstarでストリーミング配信が始まった。

## 評価

### 興行収入
『イングリッシュ・ミディアム』は公開3日間でそれぞれ4030万ルピー、2750万ルピー、2250万ルピーを記録し、公開初週末の興行収入は9030万ルピーとなった。

### 受賞・ノミネート
| 映画賞                 | 部門             | 対象                                                                                | 結果       | 出典          |
| ---------------------- | ---------------- | ----------------------------------------------------------------------------------- | ---------- | ------------- |
| 第66回フィルムフェア賞 | 主演男優賞       | イルファーン・カーン                                                                | 受賞       | [ 23 ] [ 24 ] |
| 第66回フィルムフェア賞 | 審査員選出男優賞 | イルファーン・カーン                                                                | ノミネート | [ 23 ] [ 24 ] |
| 第66回フィルムフェア賞 | 助演男優賞       | ディーパク・ドブリヤル                                                              | ノミネート | [ 23 ] [ 24 ] |
| 第66回フィルムフェア賞 | 台詞賞           | バヴェーシュ・マンダリア ガウラヴ・シュクラ ヴィナイ・チャワル サーラー・ボディナル | ノミネート | [ 23 ] [ 24 ] |